# The Sims 4: В университете
The Sims 4: В университете (англ. The Sims 4 Discover University) — восьмое дополнение к компьютерной игре The Sims 4. Выход игры состоялся 15 ноября 2019 года. Дополнение вводит академгородок с двумя университетами и кампусами при них, где персонажи могут
получить образование и принять участие в жизни студенческого сообщества.
Тематика дополнения «В университете» имеет схожие черты с расширениями к предыдущим играм серии The Sims, такими как «The Sims 2: Университет» и «The Sims 3: Студенческая жизнь». Дополнение создавалось с учётом желания многих игроков отправить симов в Университет. Разработчики создавали дополнение в целым подобным предыдущим расширениям об Университете к играм The Sims, но также и изучали современные тренды и как жизнь в кампусе изменилась за последнее десятилетие. В данном дополнении также впервые реализована идея существования двух принципиально разных университетов в одном игровом мире и идею их противостояния.
Игровые критики заметили, что если предыдущие дополнения к The Sims 4 добавляли скорее экзотические элементы геймплея, то «в Университете» со времён дополнения «Времена Года» раскрывает возможности симулятора жизни под новым углом, и подойдёт прежде всего тем игрокам, которые любят создавать истории в The Sims 4.

## Геймплей
Дополнение вводит два университета — Университет Бритчестера (англ. University of Britechester) и Институт Фоксбери (англ. Foxbury Institute), а также третий район — городской центр. Бритчестер представляет собой старинный университет, похожий на Оксфорд или Гарвард чьи здания выполнены в готическом стиле, Фоксбери же, наоборот, современный институт. Персонаж может получить образование в многих направлениях. Обучение состоит из ряда образовательных программ. Часть из них — базовые, другие же — престижные программы — требуют наличие определённых навыков для поступления. Обучение в университете платное, но персонаж может брать студенческие кредиты, выплачиваемые после окончания обучения для того, чтобы суметь оплатить учёбу. В зависимости от оценок в школе, развитых навыков, достижении определённого уровня карьеры или места жительства персонажу становятся доступны различные стипендии и гранты.

Институт Фоксбери

Чтобы поддерживать свою успеваемость, персонаж должен не пропускать занятия, выполнять домашние задания, заниматься подготовкой к экзаменам и готовить курсовые работы и презентации. Персонаж не обязан посещать каждую сессию, однако с каждым непосещением портится его успеваемость. Игрок не может наблюдать за процессом обучения.
Персонаж может поселиться в студенческом общежитии и делить комнату с соседом. Это возможность для молодого персонажа найти для себя новых друзей и развлекаться с ними в свободное время, принимать участие в вечерних мероприятиях, соревнуясь с помощью игры в настольный теннис или пить из бочки с соком. Персонаж также может пользоваться велосипедом и перемещаться с ним быстрее по академгородку. Также появился дополнительный вид спорта — американский футбол.
Персонаж может принимать активное участие в общественной жизни академгородка, вступая в разные организации, каждая из которых предлагает заниматься различными видами деятельности, такими как искусствоведение, роботехника, студенческие дебаты. Персонаж может также выражать стиль своего университета в одежде или обустройстве комнаты общежития. Время от времени, университеты проводят матчи между собой, и персонаж может активно поддерживать свою группу с помощью танцевальных навыков или открытых дебатов в гильдии ораторов.
Дополнение вводит также возможность заниматься робототехникой. С помощью специального станка персонаж может мастерить игрушки, разные электронные устройства, создавать дронов для определённых функций, а также экзоскелет, с помощью которого можно летать. При достижении высокого уровня робототехники, персонаж может создать робота — очередную разумную форму жизни. Робот может стать частью семьи, и им можно управлять, как обычным персонажем. Робот нуждается в подзарядке и ему опасен контакт с водой. Одна из шкал потребностей — техподдержка. Робот не может жить один, так как рано или поздно сломается, и если его не починить, то его ждёт окончательная «смерть».
| Основной список расширений  | Описание |
| --------------------------- | --- |
| Главная тема дополнения     | Посещение университета, жизнь в общежитии |
| Новый игровой мир           | Бритчестер |
| Стиль нового игрового мира  | Европейский, английский городок. |
| Новый тип участка           | Общежитие |
| Расширение геймплея         | Возможность жить в общежитии, получать образование в университете, вступать в студенческие сообщества, принимать участие в дебатах, заниматься робототехникой, играть в настольный теннис, пить сок из бочки, играть в футбол, коллекторы и т. д. |
| Новые навыки                | Робототехника, дебаты |
| Новые интерактивные объекты | Теннисный столик, футбольный мяч, бочка с соком, велосипед, туалетные кабинки, университетская статуя. |
| Новые карьеры               | Инженер, преподаватель, юрист |
| Стиль мебели                | мебель для общежития в стиле 90-х |
| Новый вид смерти            | перезарядка мозгов от поиска в базе данных университета, поломка сервобота |
| Фантастические элементы     | роботы-помощники, сервобот, способности члена тайного сообщества |

## Разработка
Майкл Дюк, исполнительный продюсер, заметил, что с самого момента выпуска The Sims 4, разработчики хотели рано или поздно выпустить тематическое расширение об университете, так как похожие дополнения к The Sims 2 и The Sims 3 пользовались стабильным спросом у определённых фанатов симулятора жизни. Благодаря опыту работы над тематическими расширениями к предыдущим поколениям The Sims, разработчики признались, что работа над дополнением об университете уже в «третий раз» шла довольно плавно и с лёгкостью. Одна из базовых задач разработчиков заключалась в предоставлении симам новых возможностей общественной жизни и того, что значит быть частью коллектива. Почти все новые взаимодействия и элементы геймплея была созданы с учётом групповой активности. С похожей концепцией создавалось дополнение «Веселимся Вместе».

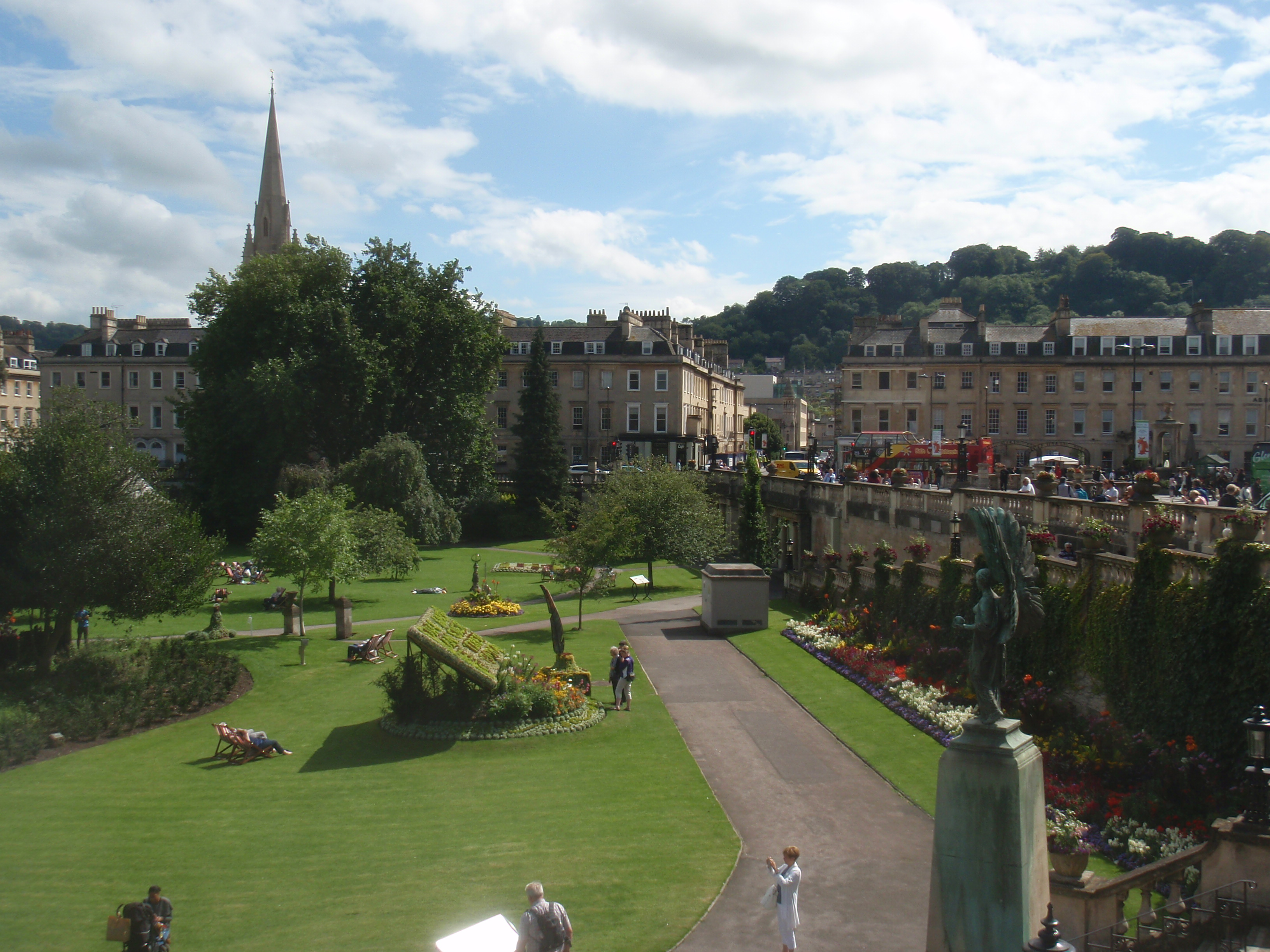
Городок Бритчестер был создан по образу английского города Бад

В другом интервью, Линдсей Пирсон, генеральный директор студии Maxis, заметила, что несмотря на уже устоявшеюся цикличность работы над дополнениями об университете, с момента выпуска предыдущих дополнений прошло уже 14 и 6 лет, а создатели должны были учитывать, чём отличается нынешнее, по меркам конца 2010-х годов обучение в кампусе, связанные с университетом современные ценности и как это должно было быть отражено в дополнении к The Sims 4. Для этого разработчики изучали темы и актуальные вопросы, волнующие современных студентов, или же мнение взрослых людей о современных университетах. Один из примеров отличия в сравнении с предыдущими дополнениями — возможность обучаться в университете также во взрослом или даже пожилом возрасте. Линдсей заметила, что разработчики хотели продемонстрировать, что обучение в кампусе возможно и после достижения других жизненных стадий, как работа или родительство. В качестве других примеров Пирсон привела возможность носить пирсинг на лице, или же наличие киберспорта и связанных с ним обязательств.
Другая задача разработчиков заключалась в изображении опыта обучения не только в американском университете, команда также изучала особенности обучения в других странах мира. Перед работой над дополнением, разработчики брали интервью у членов своей команды, некоторые из которых закончили учёбу в университете за пределами США. В итоге созданный кампус совмещает в себе элементы, как и американского, так и европейского университетов. Например, для американских кампусов типично наличие спортивных команд, которые периодически проводят соревновательные матчи. Это также изображено в дополнении об университете. Сам городок Бритчестер создавался по собирательному образу европейского города со средней плотностью населения, также разработчики вдохновлялись английском городом Бат. Архитектура современного университета Фоксбери создавалась по образу современных научных комплексов во Франции.
Так, как The Sims 4 и её дополнения создаются с учётом рейтинга Teen (для подростков от 13 до 17 лет), разработчики не могли достоверно изобразить жизнь в кампусе, тем не менее многие элементы развлечений, таких, как например «соковый понг» абстрактно воплощают идеи того, что может происходить в реальных университетских городках. Линдсей заметила, что разработчики не хотели просто перенять все особенности геймплея предыдущих расширений и добавили ряд оригинальных нововведений, таких, как например наличие двух университетов в одном городе и идею их противостояния. Если университеты в предыдущих дополнениях создавались, как универсальные и ориентированные на все науки, то при работе над Бритчестером и Фоксбери, разработчики старались придать каждому из них яркую индивидуальность. Гуманитарный Бритчестер наполнен духом прошлого, а Фоксбери предлагает возможность изучать науку и технологии будущего. Также разработчики решили отказаться от социального статуса из «The Sims 3: Студенческая жизнь», признав, что старались «сделать акцент на веселье, а не на рассмотрении социальных возможностей как средства для завершения карьеры вашего сима».
Отдельно продюсер Майкл Дюк заметил, что разработка дополнения была связана с трудностями в плане совместимости со всеми предыдущими дополнениями к The Sims 4, на стадии бета-тестирования, разработчики пытались исправить большое количество внутри игровых ошибок, в том числе те, которые возникают при наличии определённых комбинаций расширений.

## Анонс и выход
Увидеть дополнение, посвящённое университету, долгое время оставалось одним из главных желаний для многочисленных фанатов The Sims 4, особенно после того, как к игре были уже выпущены дополнения по наиболее востребованным темам, таким, как «Питомцы» и «Времена Года». Спекуляции вокруг возможной разработки дополнения подогревались опросом, проведённым в 2017 году, где среди возможных расширений также присутствовал игровой набор с названием The Sims 4 On Campus, который описывал возможность отправить сима-подростка в школу-интернат, чтобы осваивать навыки карьеры и жить в общежитии. Похожие дополнения о жизни в университетском кампусе уже выпускались к предыдущим играм серии The Sims и пользовались успехом у игроков.
Впервые слух о предстоящем восьмом дополнении появился в июле 2019 года, когда студия Maxis объявила о поиске Редактора голоса для участия в разработке некоего предстоящего дополнения. Уже тогда фанаты The Sims 4 начали спекулировать по поводу того, что наиболее вероятно тема дополнения должна была быть связана с университетом, учитывая, что это была наиболее востребованная тема, которая на данный отсутствовала в The Sims 4.
В конце августа, американский рэпер Beau Young Prince опубликовал на своём инстарграм-аккаунте видео, где он записывает на симлише песню к предстоящему расширению. Под напором многочисленных вопросов, рэпер признался, что речь идёт об университетском дополнении. В сентябре произошло несколько информационных утечек о предстоящем выходе дополнения от ретейлеров розничной торговли, которые также сообщали о дате выхода — 15 ноября 2019 года. 19 октября онлайн-магазин Microsoft опубликовал на короткое время описание предстоящего дополнения и его изображения. 21 октября Maxis официально подтвердила предстоящий выход дополнения «В университете», выпуск которого состоится 15 ноября 2019 года. 22 октября был продемонстрирован трейлер расширения.
В рамках предстоящего выпуска дополнения, австралийский филиал компании EA Games в компания EB Games Australia объединились для благотворительной акции, в рамках которой пять случайных победителей получат гранты в размере 10,000 долларов, выполнив предварительный заказ «В университете». Помимо прочего, незадолго до выпуска, EA Games разослала американским сим-стримерам «приглашения» вступить в университеты Фоксбери или Бритчестер. Ожидание перед выходом дополнения среди фанатской аудитории было настолько большим, что в интернете, за день до выхода публиковались инструкции, как скачать игру из Origin через VPN, подключаясь к серверам Новой Зеландии или Австралии.
Выход дополнения состоялся 15 ноября 2019 года на персональных компьютерах Microsoft Windows и Mac OS, а также 17 декабря на игровых приставках Xbox One и PlayStation 4. По данным чарт-сайта, Университет занял 56 место в списке самых продаваемых игр для ПК в 201 году и 48 место в 2020 году.

## Музыка

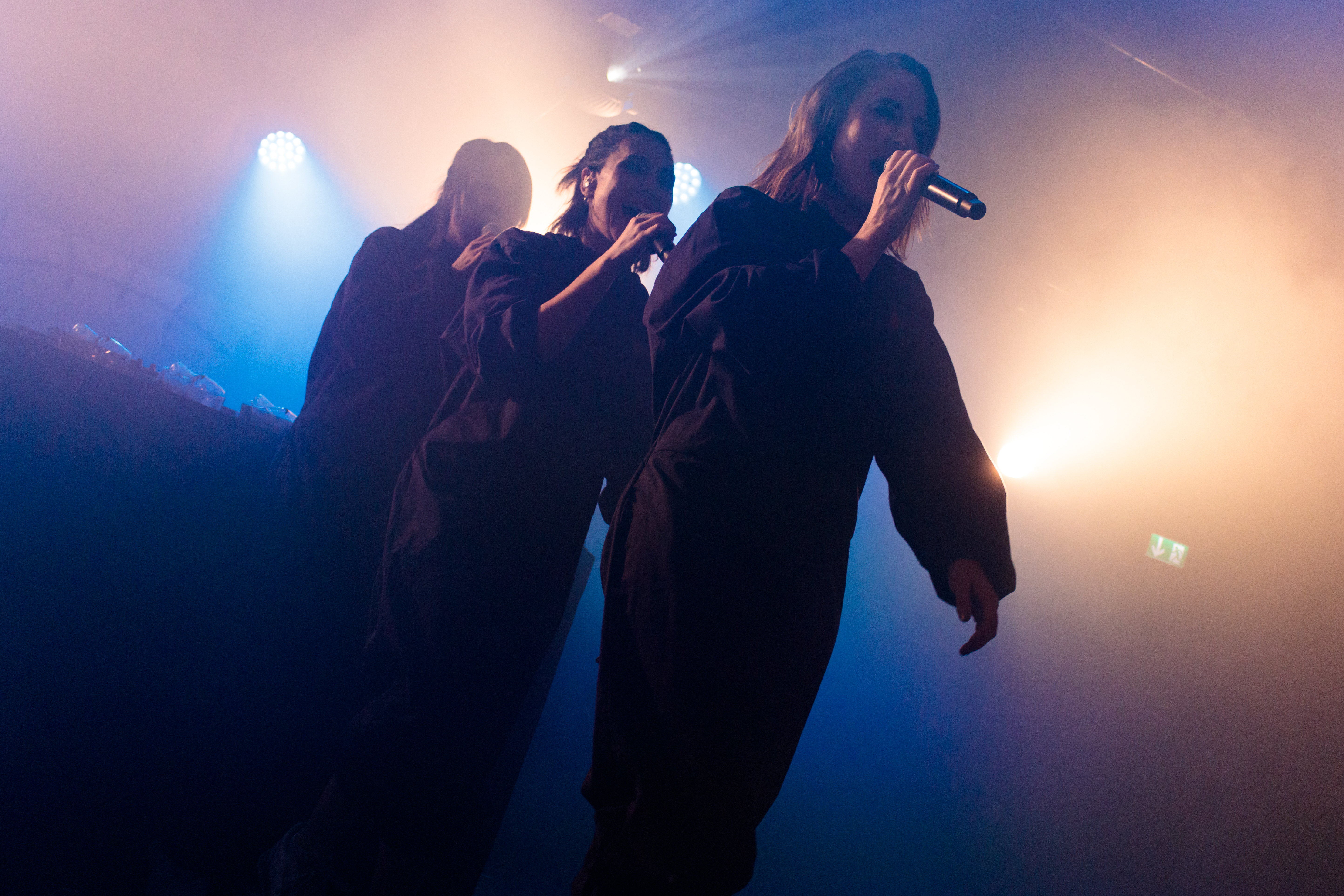
Haiku Hands, одна из музыкальных групп, записавших свой сингл на симлише для дополнения «В университете»

Для дополнения свои синглы на симлише исполняли реальные музыканты. Например, австралийская певица, известная, как Mallrat, исполнившая сим-версию своего сингла «Charlie» и одного из хитов 2019 года. Певица призналась, что с её точки зрения — записать для музыканта свой сингл на симлише стало более культурно значимым, чем получить премию Грэмми.
| №   | Название          | Автор(ы)           | жанр/звучит в? | Длительность |
| --- | ----------------- | ------------------ | -------------- | ------------ |
| 1.  | «Faboo Lorb»      | butter             | Инди           | 3:59         |
| 2.  | «Onset»           | Haiku Hands        | Инди           | 3:32         |
| 3.  | «Dollar»          | Electric Guest     | Инди           | 3:26         |
| 4.  | «Charlie»         | malltrat           | Инди           | 3:08         |
| 5.  | «Ride This Train» | Millie Turner      | Инди           | 3:06         |
| 6.  | «Dumbstruck»      | Ceraadi            | Хип-хоп        | 2:43         |
| 7.  | «BMO»             | Ari Lennox         | Хип-хоп        | 4:50         |
| 8.  | «Big Moe»         | Beau Young Prince  | Хип-хоп        | 2:45         |
| 9.  | «Litest»          | Supreme Madness    | Хип-хоп        | 2:52         |
| 10. | «Good Life»       | RDGLDGRN & Daniela | Хип-хоп        | 2:51         |
| 11. | «Block List»      | Rico Nasty         | Хип-хоп        | 2:19         |

## Восприятие
| Сводный рейтинг    | Сводный рейтинг |
| Агрегатор          | Оценка          |
| ------------------ | --------------- |
| GameRankings       | 85 %            |
| Metacritic         | 81/100          |
| Иноязычные издания |                 |
| Издание            | Оценка          |
| TheGamer           | [ 43 ]          |
| GameStar           | 85 %            |
| Cubed3             | 8,5             |
| The Games Machine  | 8/10            |
| DarkStation        | [ 47 ]          |
| Digital Spy        | [ 48 ]          |

Средняя оценка дополнения по версии Metacritic составила 81 балл из 100 возможных. Дополнение по состоянию на 2020 год заняло третье место в списке лучших дополнений к The Sims 4 по версии критиков. Рецензенты сошлись во мнении, что «В Университете» отлично передаёт жизнь в кампусе и расширяет возможности симуляции жизни.
Критик сайта Destructoid заметил, что система подачи заявки в университет, организация учебной программы и оплата учёбы похожи на мини-RPG. Также критик заметил, что дополнение предоставляет чувство выгоды того, какие привилегии и возможности сим получит в будущем после завершения университета. Таким образом критик считает «В университете» отличным дополнением к тому, что является симулятором жизни. Похожее мнение оставила критик сайта Polygon, заметив, что дополнение об университете идеально отражает саму суть The Sims 4 — симуляцию жизненных ситуаций, которые приводят к непредвиденным историям, в то время, как предыдущие расширения, такие, как «Жизнь на Острове» или «Мир Магии» привносили экзотические элементы в игру, в это же время «В университете» чувствуется приземлённой, расширяющей возможности симулятора жизни со времён дополнения «Времена Года» и идеально подойдёт игрокам, не жалующим оккультные элементы в игре. Аналогичное мнения оставила критик сайта PCGamesn, также заметив, что дополнение об университете — лучшее со времён «Времён Года» для тех игроков, которые играют в The Sims 4 ради историй и данное дополнение раскрывает симуляцию жизни под новым углом, предоставляя большую свободу воли и позволяя игроку отыгрывать пребывание в университете совершенно по разным сценариям, игрок может выбрать симу один курс, таким образом позволяя ему проводить свободное время, развлекаясь другими студентами, или же может отправить сразу на четыре курса, заставляя сима надрываться и еле успевать находить время между учёбой, едой и сном. Критик Polygon аналогично также указала на необходимость совмещать учёбу и домашнюю работу с жизнью в кампусе и считает это неоспоримо самым интересным элементом расширения. Тем не менее, по мнению критика, дополнение, раскрывая лучшие аспекты The Sims 4, обнажает и его серьёзные недостатки. Критик указала на то, что заданные черты характера едва ли влияют на жизненный опыт пребывания в кампусе, помимо прочего, симы без управления вряд ли способны самостоятельно удовлетворять свои потребности, поэтому те, кто решатся управлять сразу многими персонажами, столкнутся с серьёзными трудностями.
Издание Studybreaks провело сравнение дополнения с реальными университетами, придя к выводу, что если «The Sims 3: Студенческая жизнь» напоминает американскую государственную школу, делая особый акцент на вечеринках при колледже и братства, то «The Sims 4 В Университет» скорее напоминает элитный европейский колледж с его дебатами и робототехникой и тайным обществом.
Представитель сайта The Gamer считает дополнение «В Университете» самым погружаемым из всех предыдущих расширений к The Sims 4, предоставляющем игроку богатый игровой процесс, при условии, что весь геймплей сосредоточен на жизни в университете, поэтому вне кампуса игрок едва ли заметит какие-либо изменения. По мнению критика, данное расширение — праздник для игроков, любящих отыгрывать жизненные ситуации в симуляторе жизни. Свобода выбора и гибкость геймплея обещают переживать новые ситуации симам снова и снова, даже при повторном поступлении в Университет. Предоставленная вместе с дополнением коллекция одежды и мебели наполнена атмосферой 90-х годов по мнению критика.
Критик сайта PC Gamer аналогично заметил, что дополнение «В университете» создаёт идеальные условия для симуляции жизненных ситуаций, например, когда персонаж едва сводит концы с концами, для оплаты обучения идёт на неполную подработку. Тем не менее критик указал на то, что недостаток доступных игровых локаций портит ощущение от игры, хотя и данная проблема компенсируется тем, что геймплей сосредоточен прежде всего на особенностях проживания в общежитии. Сайт Studybreaks считает, что помимо добавления ряда интересных функций, дополнение тем не менее чувствуется более пустым, чем, например дополнение об Университете к The Sims 3. «Как только вы переезжаете, кажется, что вам больше нечего делать, кроме как учится и любоваться окружающем видом. В „The Sims 3 University Life“, возможно были примитивные и голые декорации, однако игрок всегда мог развлечься. Он мог посетить кафе для свидания, поиграть в боулинг, провести несколько забастовок и пробежаться ночью голышом».